# WorkPad 31J
WorkPad 31J （ワークパッド31ジェイ）は、日本IBM製のPHS内蔵のPalmである。

## 概要
IBM WorkPad 30Jの内蔵拡張スロットにITES製PHSユニットが組み込まれた携帯情報端末である。
- OS：Palm OS
- RAM：4Mバイト
- 電源：単4形電池二本
- 通信速度：32kbpsPIAFS1.0回線交換
- 音声通話機能：無し
- 自営モード：無し
- トランシーバー・モード：無し
- 発信専用

## 契約キャリア
NTTドコモとアステルとの契約が可能だったが、いずれも停波しており、PHSの機能は使用できない。未契約製品(8602-31J)のほか、アステル契約済みの電話番号付き製品(8602-31A)があった。
ホームアンテナには対応していない。

## 歴史
- 1999年（平成11年）12月28日 : Pin－Workpad用PHSユニットのテレコムエンジニアリングセンター(TELEC)による技術基準適合証明（技術基準適合証明番号JZAA0193394 - JZAA0193404）
- 2000年1月19日 : 同ユニットのTELECによる技術基準適合証明（技術基準適合証明番号JZAA0194015～0194052）
- 2000年2月1日 : 同ユニットのTELECによる技術基準適合証明（技術基準適合証明番号JZAA0194063～0194262）
- 2000年2月1日 : 同ユニットの電気通信端末機器審査協会による技術基準適合認定の設計認証（設計認証番号A00-0083JP）
- 2000年2月8日 : 同ユニットのTELECによる技術基準適合証明の工事設計認証（工事設計認証番号JZAA0050）
- 2000年3月21日 : 同ユニットのTELECによる技術基準適合証明の工事設計認証（工事設計認証番号JZAA0071）
- 2000年4月19日 :  Workpad30J/31JPHSユニットのTELECによる技術基準適合証明の工事設計認証（工事設計認証番号JZAA0086）
- 2000年7月21日 : 発売
- 2000年11月22日 : 日本IBM直販サイトで個人向けにも販売を開始